# Cimetière de Borissovo
Le cimetière de Borissovo (en russe : Борисовское кладбище) est l'un des cimetières de Moscou (ru). 

## Situation et accès
Le cimetière est situé 4 rue Borissovskie Proudy (ru) à Brateïevo dans le district administratif sud de Moscou.
Il est accessible à partir de la station de métro Borissovo et par les bus nos 864, C827 jusqu'à l'arrêt Borissovskie Proudy.

## Origine du nom
Le nom vient de l'ancien village de Borissov (ru), connu depuis la fin du XVIe siècle.

Le village de Borissovo sur une carte de 1818
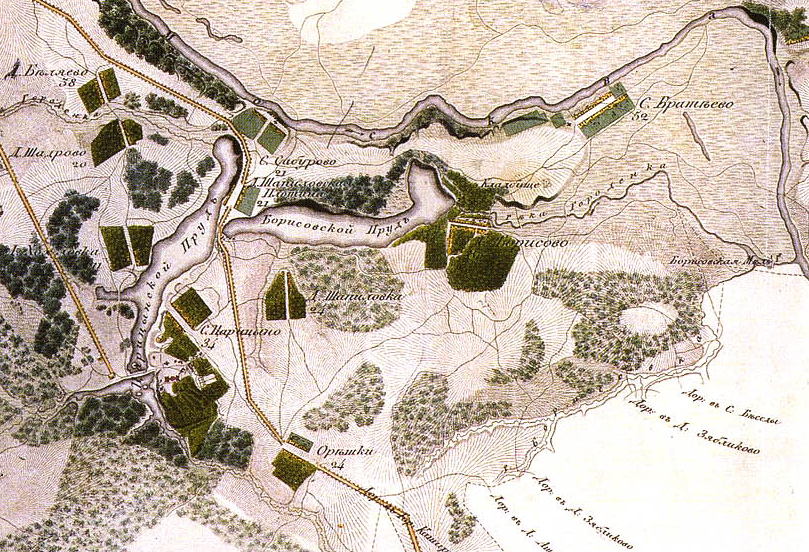

## Historique
C’est l'un des plus anciens cimetières de Moscou, fondé en 1550.
En 1960, le village de Borissovo et le cimetière sont rattachés au quartier Brateïevo à Moscou.
En 2015, l'église des Saints Martyrs Blaise et Charalampos est construite au cimetière de Brateevo, et la première liturgie a eu lieu le 11 juillet. La construction du temple a commencé en 2014.

Église des Saints Martyrs Blaise et Charalampus à Brateïevo, près du cimetière de Borissovo
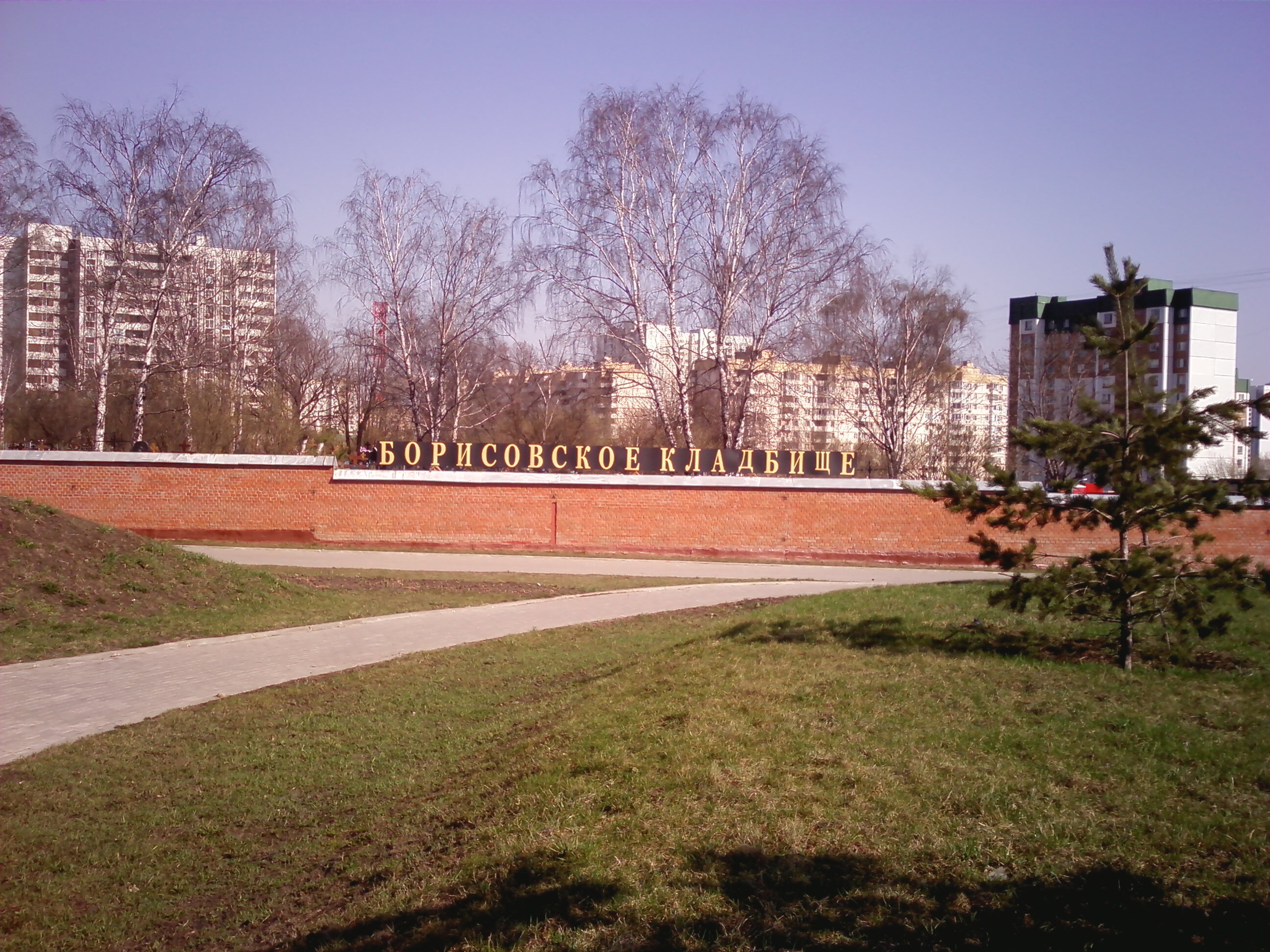
Cimetière de Borissovo
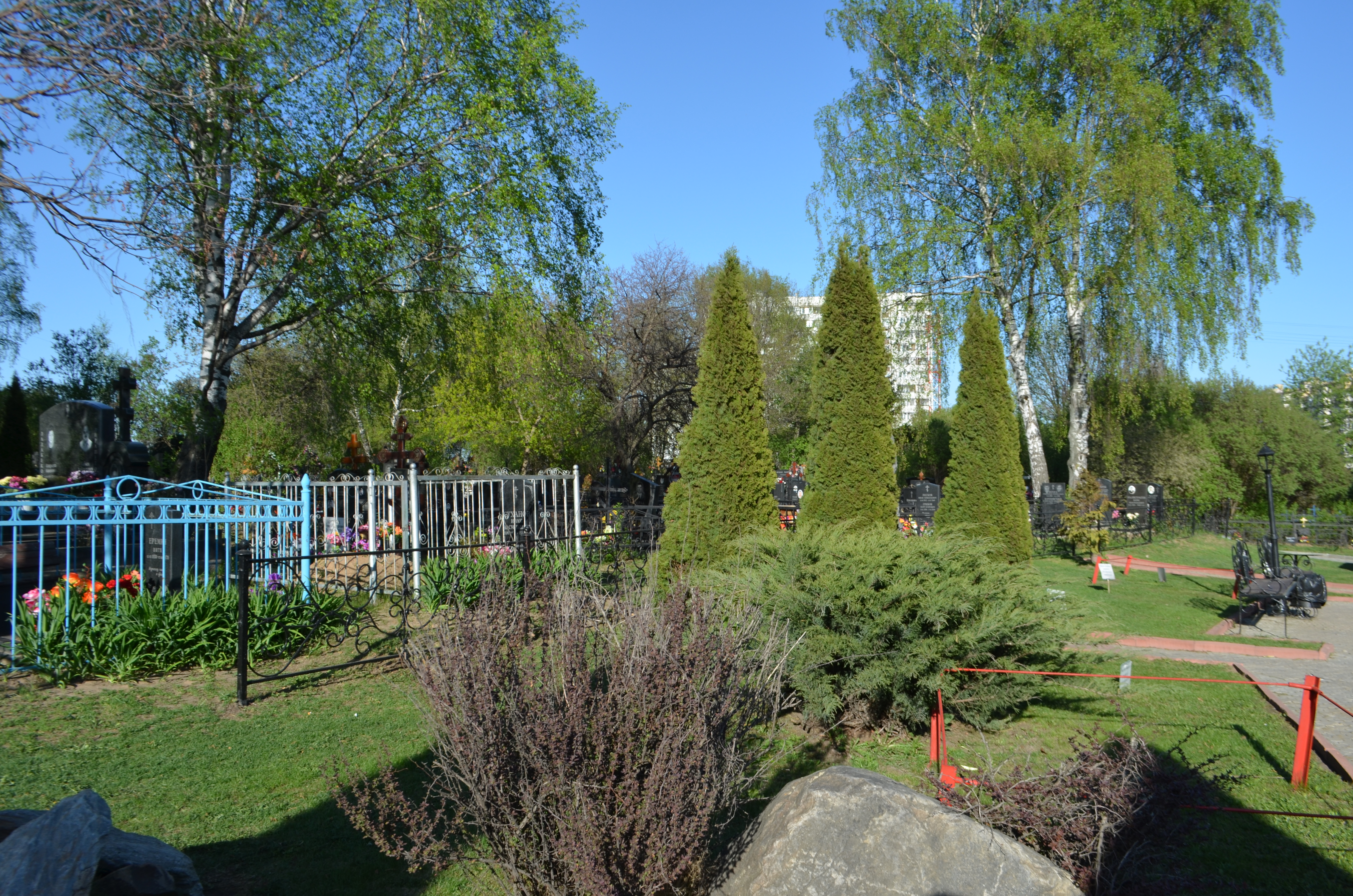
Intérieur du cimetière de Borissovo

## Personnalités inhumées dans le cimetière de Borissov
- Gennadi Gourguenovitch Arakelov (ru) (1939-2019), scientifique
- Iouri Alexandrovitch Kouvaldine (ru) (1946-2023), écrivain
- Fridrikh Fedorovitch Lavrinenko (ru) (1932-2007), militaire
- Viatcheslav Vitalievitch Markine (ru) (1923-2010), militaire
- Alexeï Navalny (1976-2024), avocat, chef de l'opposition russe et principal opposant à Vladimir Poutine[2],[3]
- Lioubov Ilinitchna Olbinskaïa (ru) (1931-2017), médecin pharmacologue
- Iouri Borissovitch Cherstnev (ru) (1941-2017), acteur